# Raimund Hilger
Raimund „Mondi“ Hilger (* 3. Dezember 1965 in Rosenheim, Bundesrepublik Deutschland) ist ein deutscher Eishockeyspieler. In seiner Karriere war Hilger für den ESV Bayreuth, den EC Hedos München, den EC Bad Tölz, die Maddogs München, die München Barons und den SB Rosenheim aktiv. Ferner bestritt er 115 Länderspiele für die DEB-Auswahl, in denen er 23 Tore erzielte.

## Karriere

### Vereinsspieler
Raimund Hilger zeichnete sich in seiner sehr langen aktiven Karriere durch seine Treue gegenüber dem Rosenheimer Eishockey aus. Wie sehr er mit dem Eishockeystandort Rosenheim verbunden ist, zeigte Hilger, als er nach dem bitteren Ende des Profieishockeys in Rosenheim die Initiative ergriff und gemeinsam mit anderen Rosenheimern Eishockey-Größen den Neubeginn in der Bezirksliga (der untersten bzw. siebten Eishockeyliga) aktiv mitgestaltete. Die Krönung dieses Neuanfangs gelang Hilger, als er am 26. März 2004 im Finale gegen den EV Landsberg 2000 drei Treffer erzielte und damit die Starbulls, die am Ende 5:2 gewannen, in die Oberliga schoss.
Hilger nahm als Spieler an den Eishockey-Weltmeisterschaften 1990, 1991, 1992, 1993, 1994 und 1995 sowie an den Olympischen Winterspielen 1992 und 1994 teil.

### Der Mensch
Mondi Hilger besuchte das Finsterwalder-Gymnasium in Rosenheim und studierte nach dem Abitur Betriebswirtschaftslehre. Seit einigen Jahren leitet er eine Fleischerei-Unternehmung, die er von seinem Vater übernommen hat. Er ist verheiratet und Vater von zwei Kindern.

## Diverses
- Raimund Hilger ist wohl einer der wenigen Spieler, dem es gelang, alle deutschen Eishockey-Spielklassen (Bezirksliga, Landesliga, Bayernliga, Oberliga, 2. Bundesliga, 1. Bundesliga bzw. DEL) zu durchlaufen.
- Im März 2006 wurde Mondi Hilger anlässlich seines 700. Punktspiel für die SB Rosenheim geehrt. Insgesamt hat er mittlerweile über 1000 Pflichtspiele absolviert.

## Größte Erfolge
- 1985 Deutscher Meister mit dem Sportbund Rosenheim
- 1986 Alois-Schloder-Pokal-Gewinn (als bester Liganeuling)
- 1989 Deutscher Meister mit dem Sportbund Rosenheim
- 1994 Deutscher Meister mit dem EC Hedos München
- 2004 Bayernliga-Meister 2004 mit den Starbulls Rosenheim